# Khajoori Khas
Khajoori Khas es una ciudad censal situada en el distrito de Delhi noreste,  en el territorio de la capital nacional,  Delhi (India). Su población es de 76640 habitantes (2011). 

## Demografía
Según el censo de 2011 la población de Khajoori Khas era de 76640 habitantes, de los cuales 40584 eran hombres y 36056 eran mujeres. Khajoori Khas tiene una tasa media de alfabetización del 76,75%, inferior a la media estatal del 86,21%: la alfabetización masculina es del 82,60%, y la alfabetización femenina del 70,15%.